# Sid Bass
Sid Richardson Bass (Fort Worth, 9 de abril de 1942) es un inversor y filántropo multimillonario estadounidense.

## Primeros años
Nació el 9 de abril de 1942. Su padre, Perry Richardson Bass (fallecido en 2006), construyó una fortuna petrolera con su tío Sid W. Richardson. 
Se graduó en la Universidad Yale en 1965, y también tiene un título de la Escuela de Postgrado de Negocios de Stanford .

## Carrera
Bass tomó el control del negocio familiar en 1968. Sus inversiones consideran petróleo y gas. 
Junto con su padre y dos de sus hermanos, fue el mayor accionista de The Walt Disney Company desde 1984 hasta después de la caída del mercado de valores en 2001. Bass se vio obligado a vender sus participaciones en Disney como resultado de un ajuste de margen.
En 2007, tenía un patrimonio neto de 3000 millones de dólares.
En 2020, ocupó el puesto 359 en la lista Forbes 400 de las personas más ricas de Estados Unidos.

## Filantropía
Bass donó 20 millones de dólares a la Universidad de Yale para el estudio de humanidades en 1990.En 2006, Bass y su segunda esposa, Mercedes Bass, hicieron una donación de 25 millones de dólares a la Metropolitan Opera, en ese momento la donación individual más grande en la historia de la compañía.

## Vida personal
Su primera esposa fue Anne Hendricks Bass, con quien tuvo dos hijas: la autora Hyatt Bass y Samantha Bass. Se divorciaron en 1986.
En 1988, Bass se casó con la socialité iraní-estadounidense Mercedes Bass, anteriormente Mercedes Kellogg, de soltera Tavacoli. Este matrimonio sin hijos terminó en divorcio en 2011.